# Maiviken
Maiviken ist eine kleine Bucht am Nordende der Thatcher-Halbinsel in der Cumberland Bay an der Nordküste Südgeorgiens. Ihre Einfahrt liegt zwischen dem Rocky Point im Westen und dem Mai Point im Osten.
Kartiert wurde sie bei der Schwedischen Antarktisexpedition (1901–1903) unter der Leitung Otto Nordenskjölds. Namensgebend war der Maitag 1902, an welchem Expeditionsteilnehmer die Bucht befuhren. Der ursprüngliche Name Majviken änderte sich im Verlauf der Jahre in die norwegische Schreibweise.